# Zwyrodnienie
Zwyrodnienie (łac. degeneratio) – skutek zaburzonej przemiany materii polegający na gromadzeniu się w komórkach lub w macierzy pozakomórkowej substancji, które normalnie w nich nie występują lub których ilość jest znacznie mniejsza. Jest to zaburzenie jakościowe prowadzące do upośledzenia czynności narządów.
Zwyrodnienie zaliczane jest w patomorfologii do zmian wstecznych.
Typy zwyrodnień:
- zwyrodnienia na tle nadmiernego gromadzenia się wody w komórce:
  - przyćmienie miąższowe – (łac. offusatio parenchymatosa) obrzmienie komórki,
  - zwyrodnienie wodniczkowe – (łac. degeneratio vacuolaris (hydropica));
- zwyrodnienia białkowe:

1. zwyrodnienie kropelkowo-szkliste
2. zwyrodnienie szkliste – (łac. degeneratio hyalinea)
3. zwyrodnienie włóknikowate – (łac. fibrinoidea)
4. skrobiawica (amyloidoza)
5. zmiany rogowe:
  1. Nadmierne rogowacenie (hyperkeratosis):
    1. Nagniotek (clavus) = odcisk – na powierzchni i w obrębie skóry (w formie klina)
    2. Modzel (thyloma) – kopułowate zgrubienie naskórka
    3. Róg skórny (cornu cutaneum) – stożkowaty kształt
    4. Rybia łuska (ichtiosis)
    5. Rogowacenie ciemne (acantosis nigrica) – u chorych na raka – ciemna skóra, rozrosłe brodawki, gruba warstwa rogowa

  2. Rogowacenie w niewłaściwym miejscu (keratinisatio heterotopica):
    1. Rogowacenie białe (leukoplakia) – dotyczy nabłonka nierogowaciejącego (jama ustna, krtan, przełyk, pochwa)
    2. Zeskórnienie krtani (pachydermia laryngis) – stan przedrakowy

  3. Wadliwe rogowacenie (parakeratosis) – niecałkowite (zachowanie jąder komórkowych), np. Łuszczyca
  4. Rogowacenie pojedynczych komórek warstwy kolczystej naskórka (dyskeratosis)

- zwyrodnienia śluzowe – wytwarzanie się dużej ilości gęstego śluzu w jelitach, trzustce i oskrzelach (mukowiscydoza)
- zwyrodnienia śluzowate – gromadzenie się kwaśnych mukopolisacharydów w tkance łącznej skóry
- zwyrodnienia tłuszczowe – otłuszczenie lub stłuszczenie narządu
- mineralne – braki pewnych minerałów w organizmie (krzywica, osteoporoza)
- barwnikowe – braki barwników organicznych (bielactwo)